# Pokol a hegyek között
A Pokol a hegyek között Rejtő Jenő (Gibson Lavery álnéven írt) kalandregénye, melyet először 1939-ben adott ki a Nova Irodalmi Intézet, A Nova kalandos regényei sorozat 94. darabjaként.

## Történet
Ronald Kerryt Winstonban mindenki orgyilkosnak tartotta, gyakran került konfliktusba emiatt. Állítólag hátba lőtte hajdani barátját, szerelmi vetélytársát, Teddy Backet. A vádlottat az esküdtszék meggyőző bizonyítékok híján felmentette. Ronny egy újabb összetűzés után élt az alkalommal, amikor a városon átutazó George Lonsdale felfogadta intézőnek a birtokára. A számkivetett elindult a távoli Lonsdale-vár felé. Már a farm felé vezető úton is nehéz akadályokkal kellett szembenéznie, de a farmon zajló események közepette kellett igazán bebizonyítania, hogy nem akármilyen fából faragták a kitaszított és lecsúszott kitűnő céllövőt. Virginia, munkaadója nevelt lánya azonban hitt a férfi ártatlanságában, ez és a két Lonsdale (George és Owen) – nemzedékek óta tartó – viszálya alapjaiban megváltoztatták Ronny életét.

## Szereplők
- Ronald Kerry (Ronny)
- George Lonsdale
- Owen Lonsdale
- Miss Virginia Lonsdale (Virginia Kennedy), George Lonsdale nevelt lánya
- Bolibar testvérek